# Чалънджър 1
Вижте пояснителната страница за други значения на Чалънджър.
Чалънджър 1 (на английски: FV4030/4 Challenger 1) е британски основен боен танк от трето поколение след Втората световна война. Разработен е от британския научноизследователски институт за военни машини съвместно с фирмата „Викерс“ (Vickers). Произвеждан е серийно от 1983 до 1990 г., като общо са произведени 420 танка. Взема участие във Войната в Персийския залив (1990 – 1991) в състава на армията на Великобритания. В края на 20 век е свален от въоръжение и е заменен от „Чалънджър 2“.

## История
Разработката на „Чалънджър 1“ започва в края на 70-те години в британския научноизследователски институт за военни машини (Military Vehicles and Engineering Establishment) край Чобъм на основата на „Шир-2“ – подготвената за армията на Иран дълбока модернизация на танка „Чийфтън“. В същото време Великобритания и ФРГ започват съвместната разработка на нов основен боен танк MБT-80. Свалянето от власт на иранския шах води и до отказ от поръчката за 1200 танка „Шир-2“. Тъй като разработката на MБT-80 е в начален етап, тя е прекратена и усилията на конструкторите са насочени към усъвършенстване на „Шир-2“, като са взети редица конструктивни решения от спрения проект. Първоначалната версия на новия танк носи името „Шевиот“ (Cheviot), по името на хълмовете на границата между Англия и Шотландия, но по-късно взема името на използвания през Втората световна война А30 Challenger, модификация на танка „Кромуел“. Приет е на въоръжение през декември 1982 г., макар и със сериозни възражения от Генералния щаб, а през 1983 г. започва производството му в заводите на Royal Ordnance Factory в Лийдс. До края на производствения му цикъл през 1989 г. в заводите в Лийдс и Нюкасъл са произведени 420 машини в четири модификации – Mark 1, Mark 2, Mark 3 и Mark 4. След 1991 г. е взето решение да бъде заменен с „Чалънджър 2“ и до 2001 г. всички танкове „Чалънджър 1“ са свалени от въоръжение във Великобритания.

## Устройство

### Конструкция
Танкът е изграден с класическа компоновка – отделение за управление отпред, където централно по надлъжната ос е разположен механик-водачът; бойно отделение в средната част, където вдясно от оръдието се намират командирът и мерачът, а вляво – пълначът; и машинно-трансмисионно отделение в задната част. Корпусът и куполата са изградени от заварени бронирани листове.

### Двигател и трансмисия
Двигателят е 12-цилиндров дизелов „Кондор“ (Condor) CV12 TCA с водно охлаждане на „Пъркинс“ (до 1984 г. – на „Ролс-Ройс“) с обем 26 l и мощност 1200 к.с, който е разположен надлъжно в моторно-трансмисионното отделение. Двигателят, трансмисията и обезпечаващите ги системи са обединени в общ силов блок с маса 5490 kg. Пускането на двигателя се осъществява от два съвместно работещи стартера. Като спомагателен двигател вляво в машинно-трансмисионното отделение е монтиран трицилиндров дизелов двигател Н30 на „Ковънтри Клаймекс“ (Coventry Climax) с мощност 37 к.с. към привода на електрогенератора. Служи за пускане на основния двигател, за захранване на електроприводите за движение на оръдието и системата за управление на огъня при неработещ основен двигател, както за и дозареждане и подгряване на акумулаторите. Резервоарите са с обем 1592 l. Изработени са от синтентична гума и са разположени отстрани на моторно-трансмисионното отделение.
Трансмисията е двупоточна, хидромеханическа. Състои се от еднореакторна комплексна хидропредавка с блокиращ фрикцион, планетна предавателна кутия, завъртащ механизъм от диференциален тип, аксиално-бутална хидрообемна предавка в допълнителен привод и два планетарни бордови редуктора. В първите серийни танкове се използва трансмисия ТN37 на „Дейвид Браун“ (David Brown Defence Equipment Limited), в чиято предавателна кутия има четири предавки за преден и три за заден ход.

### Ходова част
Ходовата част се състои от по алуминиеви 6 опорни ролки с гумени бандажи, 3 носещи, предно направляващо колело и задно водещо колело. Веригата е с открити металически шарнири и има сменяеми гумени възглавнички. Ходовата част е защитена с четирисекционни бронирани екрани. Окачването е хидропневматично. Изградено е от 12 хидропневматични възела с 12 хидроопори за ограничаване хода на балансьорите. Пробегът на танка до капитален ремонт е 9600 km.

### Въоръжение
Основно въоръжение на танка е 120-mm нарезно оръдие М1А5 на Royal Ordnance с боекомплект от 64 изстрела с разделно пълнене. Оръдието е стабилизирано в две плоскости с електромеханически стабилизатор и е оборудвано с ежектор и топлозащитен кожух. Зарядите се намират в контейнери, които освен със защитна риза с пожарогасяща течност са и бронирани. Ъгълът на възвишение и снижение е от -10 до +20°. Скорострелността на оръдието е 6 изстрела в минута. За стрелба с оръдието се използват: бронебойно-фугасни снаряди (L31 High Explosive Squash Head (HESH)); бронебойно-подкалибрени (L15 Armour Piercing Discarding Sabot-Tracer (APDS-T) и L23 Armour Piercing Fin Stabilized Discarding Sabot (APFSDS)); бронебойно-фугасни (L32 Squash Head-Practice (SH-P)) и димни (L34 Smoke round).  Боекомплектът е разположен в отделението за управление и бойното отделение.
За стрелба по пехотни цели с оръдието е сдвоена 7,62-mm картечница Enfield L8А2, а върху куполата е монтирана 7,62-mm зенитна картечница Enfield L37А2 с дистанционно управление от командира. Боекомплектът за картечниците включва 4000 патрона.
Системата за управление на огъня включва дневен перископичен мерник с десеткратно увеличение Pilkington Optronics Tank Laser Sight – TLS No 10 Mk. 1, снабден с лазерен далекомер с обхват 300 до 10 000 m и балистичен изчислител, обработващ информацията за далечината до целта, ъгловата скорост на движението ѝ, ъгъла на наклон на цапфите на оръдието, скоростта на вятъра, атмосферното налягане и температурата на въздуха. При излизане от строя на основния мерник, мерачът има възможност да води стрелба чрез спомагателен телескопичен мерник – AFV No 80 Mk. l със седемкратно увеличение. За стрелба през нощта се използва видеоконтролното устройство на топловизорната установка Barr and Stroud TOGS.
Командирът на танка може да води стрелба от оръдието, с помощта на дневен опически мерник с десеткратно увеличение AFV No 37 Mk.5 или видеоконтролното устройство на топловизионния мерник на мерача. За стрелба със зенитната картечница командирът използва зенитен мерник. За управление на оръдието и командирът, и мерачът използват индивидуални устройства с ръкохватка. При стрелба с картечницата мерачът използва педал.

### Защита и оборудване
Бронята на танка е композитна, тип „Чобъм“ (Chobham) – метал и керамика. Дъното на корпуса е с V-образна форма за отслабване ефекта на детониращите мини. За допълнителна защита в бойна обстановка се използват димни гранати, изстрелвани от монтирани на куполата два блока с по пет 66-mm (или 76-mm) гранатомета, които образуват димна завеса и „горещи петна“ за осветяване на екраните на противниковите топловизионни прибори. Екипажът разполага и с индикатор, известяващ за лазерно облъчване от противников далекомер.
В танка е установена автоматична противопожарна система с инфрачервени датчици и огнегасяща смес „Халон 1301“. В задната част на купола е разположена и система за защита от оръжия с масово поразяване.
Радиовръзката се осъществява от симплексна телефонна УКВ радиостанция VK/ VRC -353 с диапазон 30 – 76 MHz.

## Варианти
- Mk1 – първоначална версия без топловизорна установка;
- Mk2 – версия с топловизорна установка;
- Mk3 – версия с подобрен интериор и елиминирани недостатъци от първите модификации;
- Mk4 – финална версия;
- „Ал Хюсейн“ – експортен вариант за Йордания с допълнителни филтри за експплоатация в пустинята и модифицирана климатична инсталация.

## Машини на основата на „Чалънджър 1“
- CCT – учебно-тренировъчна машина за обучение на механик-водачи на занятия в Бовингтън.CCT (Challenger Training Tank) – учебно-тренировъчна машина за обучение на механик-водачи. На мястото на куполата неподвижно е монтирана кабина за инструктора и още четирима курсанти.
- Challenger Marksman – опитна разработка фирмата Маркони (Marconi Electronic Systems) на зенитна самоходна установка Marksman с ходова част на Challenger 1 и две 35-mm зенитни оръдия на швейцарската фирма Ерликон (Oerlikon).
- Ремонтно-евакуационна машина CRARRV CRARRV (Challenger Armoured Repair and Recovery Vehicle) – ремонтно-евакуационна машина, съоръжена с булдозерно гребло.

## Бойно използване

### Войната в Персийския залив (1990 – 1991)
Танковете „Чалънджър 1“ вземат участие във войната в Персийския залив в състава на 1-ва бронирана дивизия, която е придадена под командването на американския 7-и брониран корпус. От дивизията към Саудитска Арабия са изпратени 14/20-и полк на кралските хусари (14/20 King's Hussars) от 4-та бронирана бригада (4th Armoured Brigade) с 43 танка „Чалънджър 1“ (според други източници – 57), както и 2 полка от 7-а бронирана бригада „Пустинни плъхове“ (7th Armoured Brigade Desert Rats) – Royal Scots Dragoon Guards и Queen's Royal Irish Hussars, всеки с по 57 танка „Чалънджър 1“.  Първите танкове пристигат в пустинята край Ал Фадили на 24 октомври 1990 г. Машините за бойните операции са от версията Mk3 с допълнителна защита – добавени са панели „Чобъм“ отстрани на защитните бордове на ходовата част, както и блокчета реактивна броня на челните бронирани листове на корпуса. Добавени са допълнителни варели за гориво и димови генератори. За ефективна стрелба срещу иракските Т-72 в боекомплекта са включени по 12 бронебойно-подкалибрени снаряда „Йерихон“ със сърдечник от обеднен уран (L26A1 Jericho). По време на бойните действия британските танкове унищожават близо 300 иракски танка, без да загубят нито един свой. На 26 февруари 1991 г. именно танк „Чалънджър 1“ реализира най-далечното поразяване на противникова цел, унищожавайки с подкалибрен снаряд противников танк на разстояние 4700 м.

### Войната в Босна и Херцеговина 1996 г.
След подписването на Дейтънския мирен договор на 21 ноември 1995 г., с който се слага край на четиригодишната гражданска война в Босна и Херцеговина, прилагането му е възложено на ръководени от НАТО многонационални сили чрез мандата на ООН – АЙФОР (IFOR). Като част от тях са и танковете „Чалънджър 1“ Mk3 на The Queen's Royal Irish Hussars от 1-ва британска бронирана бригада. Батальони А и В – общо 28 танка, оперират в териториите, населени със сърби – всеки разполага с по 12 машини и по 2 в резерв. През март 1996 батальон C заменя А, който остава в резерв.

### Мисия на KFOR в Косово
На 11 юни 1999 г. многонационалните сили КЕЙФОР (KFOR) под егидата на НАТО навлизат в самопровъзгласилата независимост от Сърбия провинция Косово в изпълнение на резолюция 1244 на Съвета за сигурност на ООН. В британските патрулиращи сили вземат участие и танкове „Чалънджър 1“ Mk3.

## Оператори
- Великобритания – 80 ремонтно-евакуационни машини CRARRV)[13]
- Йордания – 390 танка „Ал Хюсейн“ (Al-Hussein)[14]
- Оман – 4 ремонтно-евакуационни машини CRARRV)[15]

## Бивши оператори
- Великобритания – всички танкове „Чалънджър 1“ са заменени с 227 „Чалънджър 2“